# Biatlo nos Jogos Olímpicos de Inverno de 2022 - Largada coletiva feminina
A largada coletiva feminina 12,5 km do biatlo nos Jogos Olímpicos de Inverno de 2022 foi disputada no Hualindong Ski Resort, em Yanqing, Pequim, em 18 de fevereiro.

## Medalhistas
| Ouro   | FRA Justine Braisaz-Bouchet |
| Prata  | NOR Tiril Eckhoff           |
| Bronze | NOR Marte Olsbu Røiseland   |

## Resultados
| Pos. | Bib | Atleta                  | País                | Tempo   | Penalidades (P+P+S+S) | Diferença |
| ---- | --- | ----------------------- | ------------------- | ------- | --------------------- | --------- |
| 01 ! | 10  | Justine Braisaz-Bouchet | FRA França          | 40:18.0 | 4 (2+1+0+1)           | —         |
| 02 ! | 6   | Tiril Eckhoff           | NOR Noruega         | 40:33.3 | 4 (0+0+2+2)           | +15.3     |
| 03 ! | 2   | Marte Olsbu Røiseland   | NOR Noruega         | 40:52.9 | 4 (0+0+2+2)           | +34.9     |
| 4    | 13  | Markéta Davidová        | CZE República Checa | 41:11.4 | 4 (1+0+1+2)           | +53.4     |
| 5    | 15  | Kristina Reztsova       | ROC                 | 41:29.0 | 6 (2+1+1+2)           | +1:11.0   |
| 6    | 14  | Julia Simon             | FRA França          | 41:40.6 | 6 (0+1+3+2)           | +1:22.6   |
| 7    | 19  | Yuliia Dzhima           | UKR Ucrânia         | 41:43.7 | 3 (1+0+2+0)           | +1:25.7   |
| 8    | 25  | Franziska Preuß         | GER Alemanha        | 41:44.4 | 4 (1+1+1+1)           | +1:26.4   |
| 9    | 4   | Elvira Öberg            | SWE Suécia          | 41:55.7 | 4 (1+0+0+3)           | +1:37.7   |
| 10   | 11  | Hanna Sola              | BLR Bielorrússia    | 41:57.2 | 8 (2+2+1+3)           | +1:39.2   |
| 11   | 8   | Lisa Theresa Hauser     | AUT Áustria         | 42:07.6 | 4 (0+1+1+2)           | +1:49.6   |
| 12   | 7   | Dzinara Alimbekava      | BLR Bielorrússia    | 42:19.2 | 6 (1+1+2+2)           | +2:01.2   |
| 13   | 1   | Denise Herrmann         | GER Alemanha        | 42:27.1 | 5 (1+1+1+2)           | +2:09.1   |
| 14   | 24  | Katharina Innerhofer    | AUT Áustria         | 42:42.7 | 6 (1+0+2+3)           | +2:24.7   |
| 15   | 27  | Vanessa Hinz            | GER Alemanha        | 43:12.2 | 4 (0+0+2+2)           | +2:54.2   |
| 16   | 26  | Lena Häcki              | SUI Suíça           | 43:14.2 | 9 (0+3+3+3)           | +2:56.2   |
| 17   | 23  | Uliana Nigmatullina     | ROC                 | 43:14.3 | 6 (2+1+3+0)           | +2:56.3   |
| 18   | 17  | Vanessa Voigt           | GER Alemanha        | 43:22.7 | 6 (1+2+2+1)           | +3:04.7   |
| 19   | 3   | Anaïs Chevalier-Bouchet | FRA França          | 43:29.7 | 5 (2+0+2+1)           | +3:11.7   |
| 20   | 30  | Irina Kazakevich        | ROC                 | 43:34.6 | 7 (1+3+2+1)           | +3:16.6   |
| 21   | 16  | Mona Brorsson           | SWE Suécia          | 43:37.4 | 6 (2+1+2+1)           | +3:19.4   |
| 22   | 5   | Dorothea Wierer         | ITA Itália          | 43:41.0 | 8 (2+2+2+2)           | +3:23.0   |
| 23   | 29  | Deedra Irwin            | USA Estados Unidos  | 43:42.1 | 6 (1+3+1+1)           | +3:24.1   |
| 24   | 18  | Linn Persson            | SWE Suécia          | 43:46.6 | 8 (0+2+3+3)           | +3:28.6   |
| 25   | 9   | Hanna Öberg             | SWE Suécia          | 44:03.2 | 7 (0+3+1+3)           | +3:45.2   |
| 26   | 22  | Paulína Fialková        | SVK Eslováquia      | 44:04.8 | 8 (0+3+1+4)           | +3:46.8   |
| 27   | 20  | Monika Hojnisz-Staręga  | POL Polônia         | 44:06.6 | 8 (2+3+1+2)           | +3:48.6   |
| 28   | 28  | Lucie Charvátová        | CZE República Checa | 44:28.7 | 5 (0+2+2+1)           | +4:10.7   |
| 29   | 12  | Anaïs Bescond           | FRA França          | 46:02.3 | 10 (0+2+3+5)          | +5:44.3   |
| 30   | 21  | Alina Stremous          | MDA Moldávia        | 47:30.0 | 9 (1+2+3+3)           | +7:12.0   |

Legenda
| Recorde mundial      | Recorde mundial (World record)               |                       | Recorde africano                      | Recorde africano (African) |                                           | Q | Classificado por posição (Qualified) |
| Recorde olímpico     | Recorde olímpico (Olympic record)            | Recorde da América    | Recorde da América (Americas)         | q                          | Classificado por melhor tempo (Qualified) |   |                                      |
| Melhor marca do ano  | Melhor marca do ano (World leading)          | Recorde asiático      | Recorde asiático (Asian)              | DNS                        | Não largou (Did not start)                |   |                                      |
| Recorde nacional     | Recorde nacional (National record)           | Recorde europeu       | Recorde europeu (European)            | DNF                        | Não terminou (Did not finish)             |   |                                      |
| Recorde pessoal      | Recorde pessoal do atleta (Personal best)    | Recorde da Oceania    | Recorde da Oceania (Oceania)          | DSQ / DQ                   | Desclassificado (Disqualified)            |   |                                      |
| Recorde da temporada | Recorde da temporada do atleta (Season best) | Recorde sul-americano | Recorde sul-americano (South America) | NM                         | Sem marca (No mark)                       |   |                                      |